# エメット・トッピーノ
エメット・トッピーノ（Martin Emmett Toppino、1909年7月1日 - 1971年9月8日）は、アメリカ合衆国の陸上競技選手である。彼は、1932年に開催されたロサンゼルスオリンピックの男子4×100mリレー走で金メダルを獲得した。

## 経歴
トッピーノは、1932年のロサンゼルスオリンピックアメリカ合衆国代表最終選考会で100メートル走で4位に終わって、この種目での代表入りを逃した。その代わりに、4×100mリレー走のメンバーに選ばれてオリンピックに出場することになった。
ロサンゼルスオリンピックの4×100mリレー走は、ロサンゼルス・メモリアル・コロシアムを会場として1932年8月6日と8月7日に実施された。この種目には8つの国の代表チームが出場した。アメリカ合衆国代表チームは彼の他にロバート・キーセル、ヘクター・ダイヤー、フランク・ワイコフというメンバーで構成され、トッピーノは第2走者を任された。
8月6日の予選で、アメリカ合衆国代表チームは第1組で当時の世界記録となる41秒22で1位となり、翌日の決勝に進出した。8月7日の決勝ではさらに記録を短縮して40秒0の世界新記録で2位のドイツ代表チーム（40秒9）、3位のイタリア代表チーム（41秒2）などを抑えて金メダル獲得を果たした。
トッピーノはロヨラ大学ニューオーリンズ校の卒業生で、大学では化学の学位を取得していた。彼はロヨラ大学の学生友愛会ベガーズ・フラタニティ（Beggars Fraternity）の会員だった。その後、1971年に生地のニューオーリンズで死去している。